# Fritz Kasparek
Pas d'image ? Cliquez ici

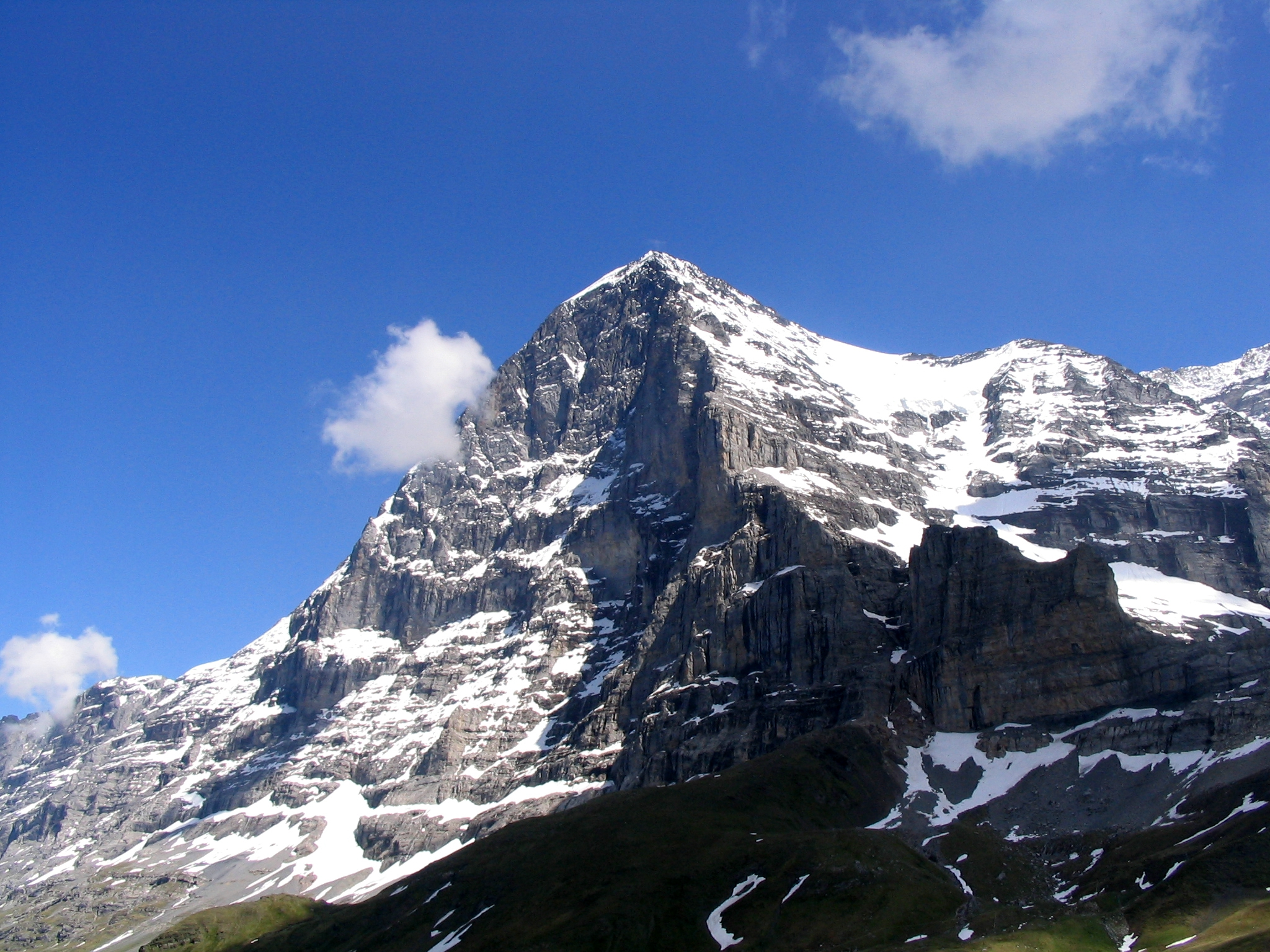
Face nord de l'Eiger

Fritz Kasparek, né en 1910 à Vienne (Autriche) et mort en 1954 dans les Andes du Pérou, est un alpiniste autrichien. Son nom reste attaché à la conquête de la face nord de l'Eiger en 1938, en compagnie de son compatriote Heinrich Harrer, son compagnon de cordée, et des as allemands Anderl Heckmair et Ludwig Vörg, rencontrés lors de l'escalade et auxquels il s'était encordé.

## Biographie
Fritz Kasparek nait en 1910 à Vienne (Autriche),. Il commence à grimper très jeune, tout d'abord près de Vienne, puis dans le massif du Gesäuse (Alpes d'Ennstal) et dans les Dolomites. Il devient l'un des meilleurs grimpeurs autrichiens en réussissant les courses les plus difficiles des Alpes et en pratiquant en tant que pionnier l'alpinisme hivernal. Dans ce domaine, l'ascension de la face nord de la Cima Grande en mars 1938 fut un exploit sans équivalent à l'époque, et qui constitua une remarquable préparation à sa tentative victorieuse de la face nord de l'Eiger durant l'été 1938.
Fritz Kasparek trouve la mort en 1954 dans les Andes péruviennes, en grimpant le Salcantay,.